# Sant Martí Sapresa
Sant Martí Sapresa és una entitat de població del municipi de Brunyola i Sant Martí Sapresa a la comarca de la Selva, conegut també per Sant Martí de les Esposes.
En el cens de 2017 tenia 113 habitants. Es troba a uns 4 km al N de Brunyola, en un contrafort de la muntanya de Santa Bàrbara, al peu de la carretera de Santa Coloma a Olot. És el nucli amb més vitalitat del terme, amb moderns hostals i algunes cases residencials.
L'església de Sant Martí, totalment renovada a partir del segle xviii, es troba ja documentada el 1019 (Sancti Martini de Preda). Inicialment depengué de l'església de Sant Amanç, ara del terme veí d'Anglès, també esmentada el 1019, però el 1362 s'havien invertit els papers i Sant Amanç era sufragània de Sant Martí. També en depenia la capella de Santa Bàrbara (a Anglès) a través de Sant Amanç.

## Història
La seva jurisdicció pertanyia al castell de Brunyola. Municipi independent fins al 1846, llavors va ser incorporat al municipi de Brunyola (actualment Brunyola i Sant Martí Sapresa) per la política de reducció del número de municipis.
Sant Martí Sapresa era una etapa rellevant en el Camí Ral de Girona a Vic, donat que hi havia l'hostal de Can Rieradevall o l'hostal de Baix, abans de la dura ascensió cap a les Guilleries.